# 諸葛亮南征
諸葛亮南征，又称南中平定戰，是建興三年蜀漢丞相諸葛亮對南中發動平定南中的戰爭。當時朱褒、雍闓、高定等人叛變，南中豪強孟獲亦有參與，最後諸葛亮親率大軍南下，平定南中。

## 背景
在蜀汉的南部，即今云南、贵州和四川的南部，当时称为「南中」，散居着许多少数民族，总称为「西南夷」。部分少數民族与汉族杂居，有些偏远地区的民族还停留在原始部落制阶段。诸葛亮要北伐中原，就得安定后方，所以早在「隆中对策」中他就提出“南抚夷越”的方针。
刘备定蜀，设官控制南中，并用南中地区的夷汉豪强为地方官。章武三年（223年），蜀漢皇帝劉備因夷陵之戰中大敗，在永安病逝。同年（劉禪登極改元建興）夏天，益州郡統帥雍闓聽到劉備逝世的消息，心生叛意。不久，雍闓殺死建寧太守正昂，縛走張裔到東吳，正式與蜀漢決裂。越巂酋長高定響應，殺死郡太守焦璜，自封為王，率軍北上攻打新道縣，但被李嚴率犍為的救援軍打敗，退回南方。
而當時東吳未與蜀漢和好，便任雍闓為永昌太守，並派劉闡到交州邊境，準備接管益州郡。雍闓率軍要入永昌城，永昌因此與蜀地斷絕聯繫，功曹呂凱、府丞王伉率領吏士死守永昌，敵軍雖不斷在城中散播謠言，但呂凱仍堅持不降，城中士民亦信任呂凱，令雍闓不能進城。而牂柯太守朱褒知道消息後，亦顯得十分暴橫、放縱。

## 過程

### 蜀漢對策

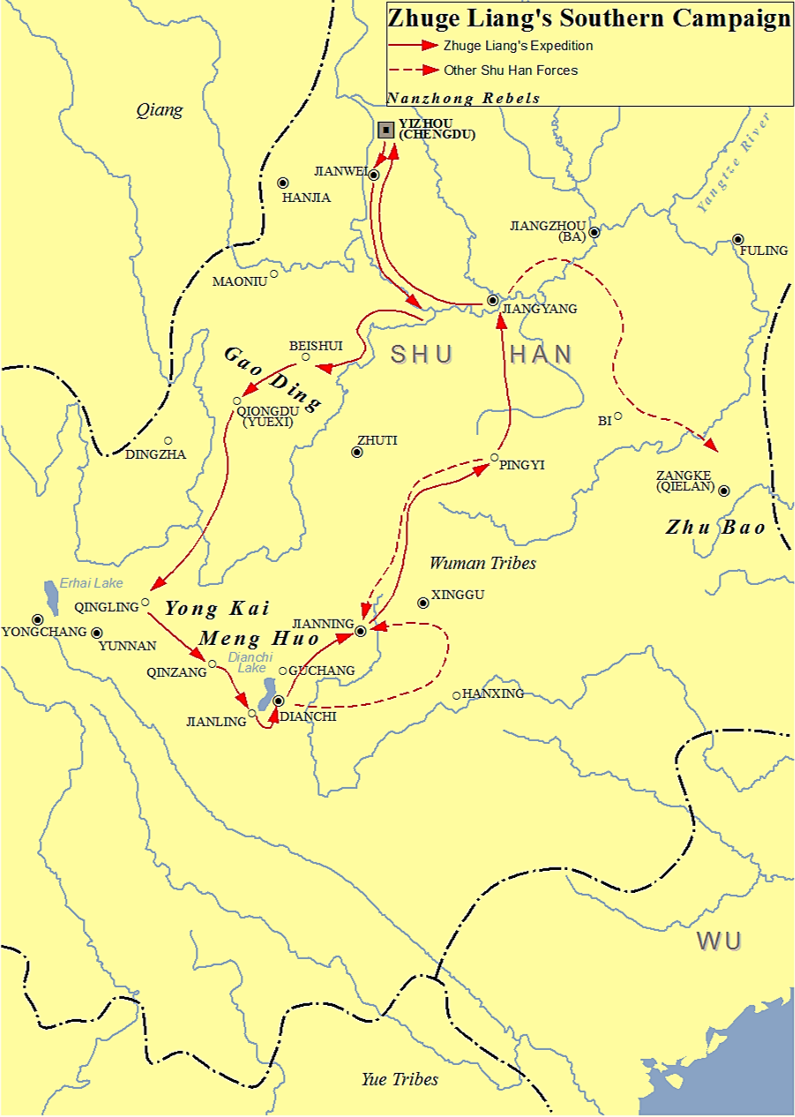
紅色實線為諸葛亮南征的主力軍；虛線為偏軍，如馬忠擊敗東南方的牂柯太守Zhu Bao（朱褒）。諸葛亮陸續平定粗體黑字的Gao Ding（高定）、Yong Kai（雍闓）、Meng Huo（孟獲）等叛亂勢力

223年中期，蜀漢丞相諸葛亮認為國家剛逝去君主，決定先安定國內民眾、吏士，蓄積糧食，派鄧芝、陳震和東吳修好，及遣越嶲太守龔祿到南中邊界安上縣作備；從事蜀郡常頎行則直接南行，查清事件。
另一方面，李嚴雖寫上六封書信給雍闓解釋利害，但雍闓卻只回一書說：“曾聽過天無二日，土無二王，現今天下成鼎立局面，自稱正朔的都有三個，所以遠人（雍闓）感到疑懼，不知該歸屬那個。”信中顯得十分傲慢。
頎行到達牂柯後，立刻收押郡中主簿，準備查明事實。朱褒便乘機殺害頎行發難，加入叛軍，龔祿亦被高定所害。當時，有夷人不服從雍闓，雍闓便派為當地人所信服的孟獲游說各夷部酋長叟：“官府想要黑狗三百頭，而且胸前都要是黑色，還要蟎腦三斗、三丈長的斲木（斷木）三千根，你們拿得出嗎？”（黑狗、蟎腦本來便難找，而斲木（斷木）因十分堅硬、委曲，不可能高到二丈長）。夷人便相信孟獲，對蜀漢大感氣憤，加入叛軍。

### 平叛之戰
建兴三年（225年）三月，参军马谡提出「攻心為上，攻城為下；心戰為上，兵戰為下」的大方針，諸葛亮亦接納此言，他便率軍從水路由安上到越巂進入南中，又派馬忠進攻牂柯郡、李恢由平夷攻向建寧郡。
李恢軍行至昆明，被敵軍圍攻。當時李恢兵少於敵人一倍，又未得到諸葛亮軍消息，便對南人說：“官兵糧草將盡，想謀劃退還，不過我們曾責罵過守地鄉里，就算現在能回軍，亦不能回到北方，所以想回來與你們等人一起謀反，所以就誠實相告。”南人相信他，圍困開始鬆懈。就在此時，漢軍突然出擊，大破敵軍。李恢率軍南至槃江，東接牂牁郡。
而馬忠軍則順利在且蘭打敗朱褒，與李恢軍會合。另一方面，諸葛亮軍在南行途中，雍闓已被高定部曲所殺，大軍到達後數戰皆勝，斬殺高定。與其他兩軍聲勢相連，準備迎戰收納雍闿部眾的孟獲。

### 打敗孟獲
諸葛亮聽到孟獲為當地人所信服，便想生擒他。五月，大軍渡過瀘水，與孟獲軍戰，成功俘虜孟獲，传说諸葛亮帶他到營陣觀賞，問他覺得蜀軍如何，孟獲回答他：“我之前不知你軍虛實，所以才戰敗。現今蒙賜觀看營陣，原來只是如此，下一次必定勝利了。”
諸葛亮的心意在北方，又知道南人叛亂問題嚴重，便用馬謖提出的「攻心為上，攻城為下；心戰為上，兵戰為下」的方針，要孟獲心服口服。只是一笑，將他放走。据《漢晉春秋》记载（裴松之注《三国志》时曾引用，《资治通鉴》亦采纳），經過七次擒縱，諸葛亮仍想繼續放走孟獲。孟獲及其他夷人開始反思，不再離去，孟獲說：“诸葛公有神威，南人不會再反叛了。”大軍便移到滇池，蜀軍成功平定南中，至十二月回到成都。

## 結果
南中已平定，東吳劉闡亦從交州回到吳國，打消接管的念頭。而諸葛亮則分南中四郡益州、永昌、牂柯、越巂為六郡益州、永昌、牂柯、越巂、雲南、興古，以當地人或將領統領，有人曾勸諫諸葛亮留兵鎮守，但諸葛亮認為這有三不易：
- 第一：「若留外人，則當留兵，兵留則無所食，一不易也（若果留下外人，則要留兵駐守，留下士兵則要糧食，這是第一個不易）」；
- 第二：「加夷新傷破，父兄死喪，留外人而無兵者，必成禍患，二不易也（加上夷人新破，死傷甚多，有的父死兄喪，如留外人但沒有士兵駐守，必定成為禍患，這是第二個不易）」；
- 第三：「又夷累有廢殺之罪，自嫌釁重，若留外人，終不相信，三不易也（又夷人憂怕有廢殺的罪名，自怕過失過重，若果留下外人，終不會得到信任，這是第三個不易）」；

最後，諸葛亮平衡各條件，決定達至「不留兵，不運糧」的政策，任李恢為建寧太守、呂凱為雲南太守，又收降爨習、孟琰等，與孟獲一起授予官職，籠絡南人。只有馬忠是外地人而被任為牂柯太守，但仍能做到受夷人所敬重。
蜀漢亦移南中萬多家勁卒、青羌到蜀地，分成為五部，號為「飛軍」，非常勇猛。又分開瘦弱，配給大族焦、雍、婁、爨、孟、量、毛、李為部曲，設置五部都尉，號為五子，所以南人有四姓五子的說法。而夷人都十分剛毅、鬥狠，與大族、富豪關係很差；蜀漢便勸大族捐出金帛，聘請夷人作部曲，聘請越多，便可世襲官位。於是夷人漸漸臣服屬於朝廷，建立起夷、漢並列的部曲。
而南人上貢的金、銀、丹、漆、耕牛、戰馬等，令蜀漢軍費有所供給，國家富裕，為諸葛亮北伐提供物資。南人的小規模叛變雖然沒有停止，但相較東漢時期，南中卻相對平穩，而多次叛亂亦被馬忠、李恢、呂凱等快速平定。

## 评价
蜀汉在南中建立统治，打破这一地区的闭塞状态，加强各少数民族同汉族的联系，这对南中地区的开发有积极意义。
《唐太宗李卫公问对》中，李靖评价诸葛亮南征时说：“諸葛亮七擒孟獲，無他道也，正兵而已矣。”

## 參戰人物
|  | - 蜀漢 - 諸葛亮 - 馬謖 （參軍） - 馬忠 - 馬岱 - 魏延 - 李恢 - 呂凱 - 王伉 - 王士（字義強，國山從兄。為益州太守，將南行，為蠻夷所害。） - 龔祿（字德緒，為越嶲太守，隨丞相亮南征，為蠻夷所害，年三十一。） - 覃万传（随诸葛亮南征有功，经马忠推荐受封武陵君，镇抚五溪。） - 張龍祐那（被诸葛亮赐姓张） - 濟火（彝名"妥阿哲"，曾于亲迎蜀汉军，协助平孟获有功，受封为“罗甸王”。） | - 南中叛軍 - 孟獲（投降） - 雍闓（戰死） - 朱褒（戰死） - 高定（戰死） |

## 民間藝術

### 三國演義
小說《三國演義》中，分別第八十七回「征南寇丞相大興師，抗天兵蠻王初受執」至第九十回「驅巨獸六破蠻兵，燒藤甲七擒孟獲」都是描寫此戰。
不過，一些獨特的人物與故事情節，可視為小說所创作，并无半点历史记载。例如將孟獲奉為蠻王；雍闓、朱褒、高定三人是孟獲之下；以及多數南中人物，如鄂煥、祝融夫人、孟優、木鹿大王等。
另外，趙雲、魏延參戰的情節，在正史並無記載（可能來自野史或為小說所創作）。

### 七擒七縱
「七擒孟獲」一詞最早在《漢晉春秋》以及《華陽國志》卷四《南中志》出現。
《三國志‧諸葛亮傳》注引《漢晉春秋》也有簡要的記載。雖然在《三國志》正文並無其他紀錄，但裴松之的《三國志註》及司馬光的《資治通鑑》，都將「七擒孟獲」載入書中，而且與《三國志》並無衝突或出現史料上的錯誤。

### 傳說
在高承《事物紀原》中，有記載諸葛亮南征班師時，正遇風起，不能渡河，孟獲說這是猖神作怪，只要用人頭和牲畜祭祀，便會風平浪靜。但諸葛亮覺得用人頭太殘忍了，於是用麵粉搓成人頭狀，混上牛、羊等肉去替代，名為饅頭。（又有一說，饅頭乃張飛征蜀時發明。）